# Tityus quirogae
Espèce
Tityus quirogae est une espèce de scorpions de la famille des Buthidae.

## Distribution
Cette espèce est endémique du Venezuela. Elle se rencontre dans le massif de Turimiquire dans les États de Monagas et de Sucre.

## Description
Le mâle holotype mesure 80,49 mm, les mâles mesurent de 66,68 à 80,49 mm et les femelles de 71,34 à 81,04 mm.

## Étymologie
Cette espèce est nommée en l'honneur de Mercedes Quiroga.

## Publication originale
- De Sousa, Manzanilla & Parrilla-Alvarez, 2006 : « Nueva especie de Tityus (Scorpiones: Buthidae) del Turimiquire, Venezuela. » Revista de Biologia Tropical, vol. 54, no 2, p. 489-504 (texte intégral).